# USS North Carolina (BB-55)
O USS North Carolina é um couraçado que foi operado pela Marinha dos Estados Unidos e a primeira embarcação da Classe North Carolina, seguido pelo USS Washington. Sua construção começou em outubro de 1937 no Estaleiro Naval de Nova Iorque e foi lançado ao mar em junho de 1940, sendo comissionado na frota norte-americana em abril do ano seguinte. Ele foi projetado segundo algumas limitações do Tratado Naval de Washington e é armado com uma bateria principal composta por nove canhões de 406 milímetros montados em três torres de artilharia triplas, tinha um deslocamento de mais de 45 mil toneladas e conseguia alcançar uma velocidade máxima de 28 nós.
O North Carolina foi mobilizado depois do Ataque a Pearl Harbor e enviado para auxiliar as forças Aliadas na Batalha de Guadalcanal. Ele escoltou porta-aviões participando da campanha e esteve presente na Batalha das Salomão Orientais em agosto de 1942, abatendo várias aeronaves. No mês seguinte acabou torpedeado por um submarino japonês, porém não foi seriamente danificado. A embarcação retornou ao serviço depois de reparos e continuou a proteger porta-aviões na Guerra do Pacífico pelos anos de 1943 e 1944, incluindo na Campanha nas Ilhas Gilbert e Marshall e na Campanha nas Ilhas Marianas e Palau, em que participou da Batalha do Mar das Filipinas em junho de 1944.
O couraçado participou dos estágios posteriores da Batalha das Filipinas e então tomou parte em operações de apoio às Batalhas de Iwo Jima e Okinawa em 1945, incluindo diversos ataques contra o Japão. A guerra terminou em agosto e o navio transportou vários soldados de volta para casa. Ele brevemente operou na costa leste dos Estados Unidos em 1946 até ser descomissionado no ano seguinte e colocado na reserva. O North Carolina foi tirado do registro naval em 1960 e programado para ser desmontado, porém foi salvo por uma grande campanha para preservá-lo como navio-museu em seu estado homônimo. Ele foi transferido para Wilmington em 1961 e está em exibição desde 1962.

## Características

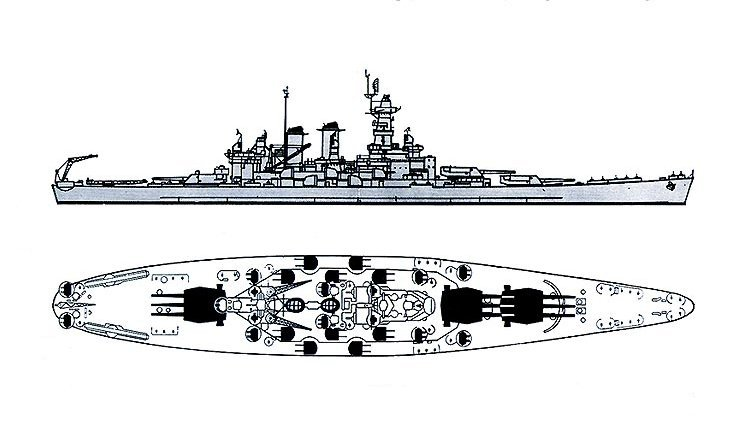
Desenho dos navios da Classe North Carolina em configurações de guerra

Os couraçados da Classe North Carolina foram construídos sob o sistema do Tratado Naval de Washington; seu projeto seguiu os termos do Segundo Tratado Naval de Londres, que restringiu a bateria principal para canhões de até 356 milímetros. O Conselho Geral da Marinha dos Estados Unidos avaliou vários projetos que iam desde couraçados tradicionais padrão de 23 nós (43 quilômetros por hora) até couraçados rápidos, escolhendo por fim um projeto de couraçado rápido com doze canhões de 356 milímetros. Entretanto, depois dos navios terem sido autorizados, os Estados Unidos invocaram a cláusula do escalonamento presente no tratado, que permitia um aumento para canhões de 406 milímetros caso algum país se recusasse a assinar, algo que o Japão tinha feito.
O North Carolina tem 222,12 metros de comprimento de fora a fora, boca de 33,02 metros e calado de dez metros. O navio possuiía um deslocamento padrão de 36 mil toneladas, porém esse valor podia chegar em até 45,5 mil toneladas quando totalmente carregado com suprimentos de combate. Seu sistema de propulsão é composto por oito caldeiras produzidas pela Babcock & Wilcox que queimavam óleo combustível e que impulsionavam quatro conjuntos de turbinas a vapor produzidas pela General Electric, cada uma girando uma hélice. Este sistema era capaz de gerar 122,4 mil cavalos-vapor (noventa mil quilowatts) de potência, que tinha a intenção de fazer o North Carolina alcançar uma velocidade máxima de 28 nós (52 quilômetros por hora). Sua autonomia era de 17 450 milhas náuticas (32 320 quilômetros) a uma velocidade de quinze nós (28 quilômetros por hora). O navio carregava três hidroaviões Vought OS2U Kingfisher para reconhecimento aéreo, que eram lançados de duas catapultas localizadas na popa. Sua tripulação em tempos de paz era composta por 1,8 mil oficiais e marinheiros, porém em tempos de guerra crescia para 99 oficiais e 2 035 marinheiros.

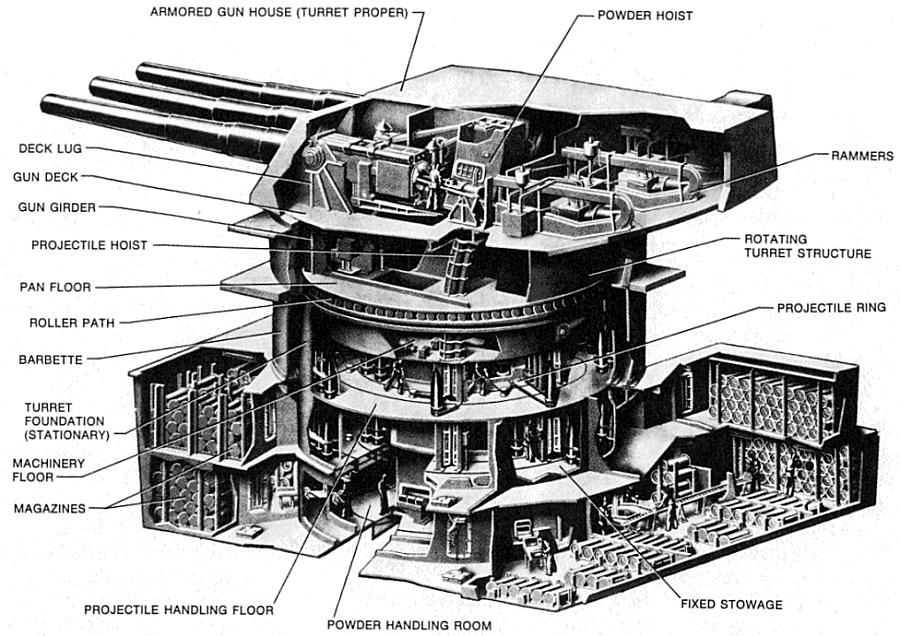
Ilustração da bateria principal e barbeta da Classe North Carolina

A bateria principal do North Carolina consiste em nove canhões Marco 6 calibre 45 de 406 milímetros arranjados em três torres de artilharia triplas, duas na proa, com a segunda sobreposta à primeira, e a terceira na popa. A bateria secundária tem vinte canhões de duplo-propósito calibre 38 de 127 milímetros em dez torres duplas instaladas nas laterais da superestrutura, cinco de cada lado. Como projetado, o couraçado foi equipado com uma bateria antiaérea de dezesseis canhões de 28 milímetros e dezoito metralhadoras M2 Browning de 12,7 milímetros, porém as armas antiaéreas foram muito expandidas durante sua carreira. O cinturão de blindagem principal tem 305 milímetros de espessura, enquanto o convés tem até 140 milímetros de espessura. As torres de artilharia principais são protegidas por frentes de 406 milímetros e ficam em cima de barbetas de mesma espessura. A torre de comando possui laterais de 373 milímetros. O esquema de blindagem tinha sido projetado para resistir a disparos de 356 milímetros, porém como o sistema do Tratado Naval de Washington ruiu pouco antes do início da construção, o projeto não pode ser revisado para se defender contra armas maiores. Mesmo assim, a Classe North Carolina mostrou-se ser mais bem sucedida do que a melhor protegida Classe South Dakota.

### Modificações
O North Carolina recebeu várias atualizações, principalmente nos seus radares e baterias antiaéreas. O navio recebeu em novembro de 1942 três radares de controle de disparo Marco 3 para sua bateria principal, quatro radares Marco 4 para as armas secundárias, um radar de varredura aérea CXAM e um radar de varredura de superfície SG. Durante uma reforma em 1944 recebeu um radar de varredura aérea SK no lugar do CXAM e um segundo radar SG, enquanto seus modelos Marco 3 foram substituídos por conjuntos mais avançados Marco 8, porém manteve um dos Marco 3 como reserva. O radar SK foi substituído em setembro por um conjunto SK-2, já seus modelos Marco 4 foram substituídos por uma combinação de conjuntos Marco 12 e Marco 22. Após a guerra foi equipado com um radar de varredura aérea secundário SR e um radar de varredura SCR-720.
A bateria antiaérea do North Carolina foi substituída no final de 1942 por quarenta canhões Bofors de 40 milímetros em dez montagens quádruplas, 46 canhões automáticos Oerlikon de 20 milímetros em montagens únicas. Seu armamento antiaéreo foi aumentado em junho de 1943 para mais quatro montagens quádruplas de 40 milímetros, com mais uma montagem sendo adicionada em novembro no topo da torre de artilharia principal dianteira. Mais dois canhões de 20 milímetros foram adicionados no final de 1944, enquanto outros oito foram instalados em abril de 1945. Ao final da guerra em agosto sua bateria de 20 milímetros consistia em oito montagens duplas e vinte montagens únicas.

## História

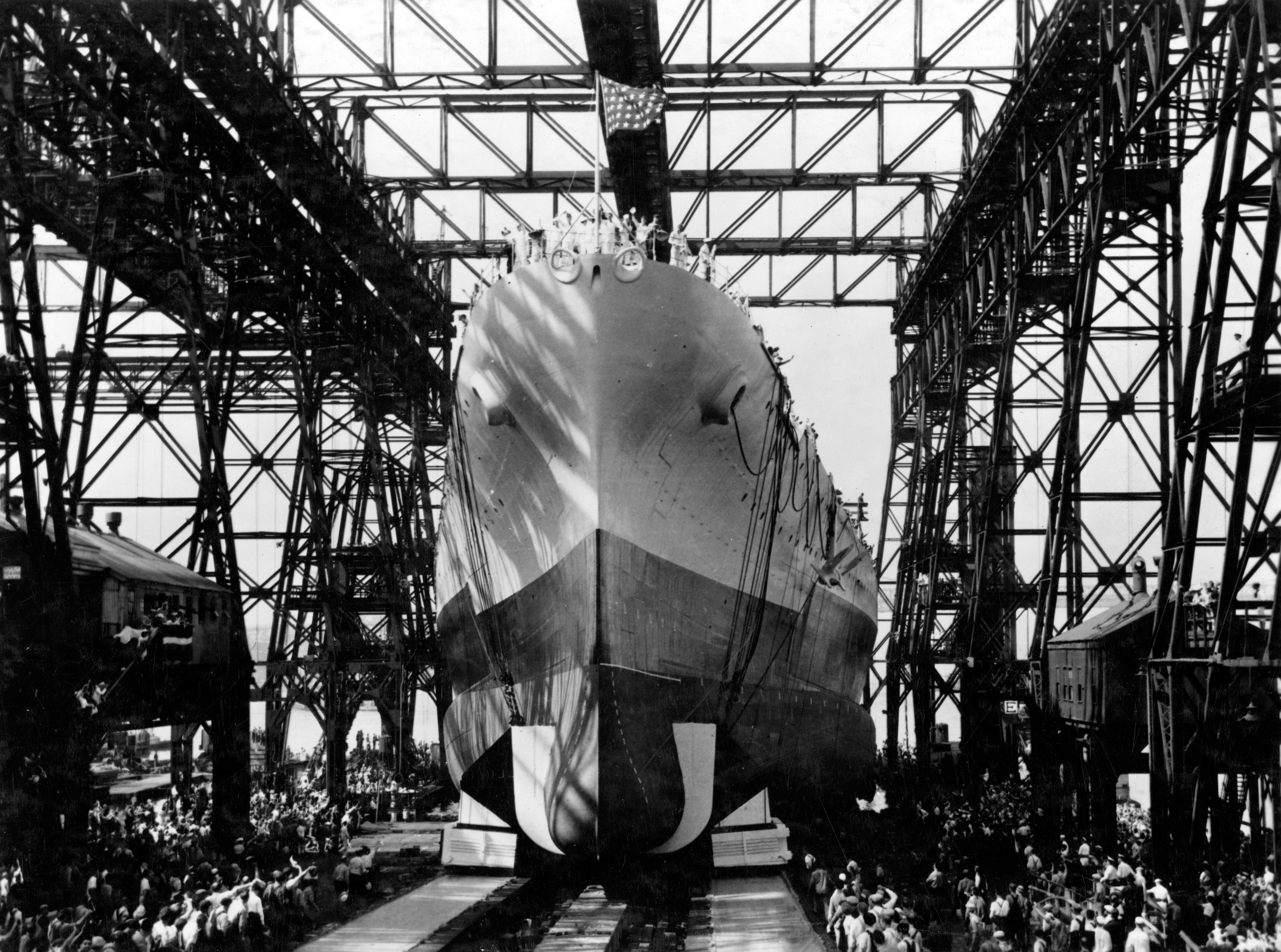
A cerimônia de lançamento do North Carolina em 13 de junho de 1940

O batimento de quilha do North Carolina ocorreu em 27 de outubro de 1937 no Estaleiro Naval de Nova Iorque. Seu casco completo foi lançado ao mar em 13 de junho de 1940 e foi comissionado na frota norte-americana em 9 de abril de 1941, com a cerimônia tendo a presença de J. Melville Broughton, o Governador da Carolina do Norte. Seu primeiro oficial comandante foi o capitão Olaf M. Hustvedt. O North Carolina partiu logo em seguida para seu cruzeiro de testes no Mar do Caribe e passou o resto do ano se preparando enquanto os Estados Unidos mantinham sua neutralidade na Segunda Guerra Mundial. O Ataque a Pearl Harbor aconteceu em 7 de dezembro e o couraçado começou amplos treinamentos de batalha para prepará-lo para o combate na Guerra do Pacífico.
Sua primeira operação ocorreu em abril de 1942, quando foi enviado no dia 23 para a Estação Naval Argentia na Terra Nova como parte de uma força que tinha a intenção de bloquear uma surtida em potencial do couraçado alemão Tirpitz caso este tentasse atacar rotas comerciais no Oceano Atlântico. O Tirpitz permaneceu na Noruega e o North Carolina foi rapidamente substituído pelo couraçado USS South Dakota, permitindo que o North Carolina seguisse para o Oceano Pacífico em meados de 1942. Ele atravessou o Canal do Panamá em 10 de junho na companhia do porta-aviões USS Wasp e do porta-aviões de escolta USS Long Island. O navio foi designado no dia 15 para a Força Tarefa 18, centrada no Wasp e tendo também quatro cruzadores e nove contratorpedeiros, sob o comando do contra-almirante Leigh Noyes.

### Guadalcanal

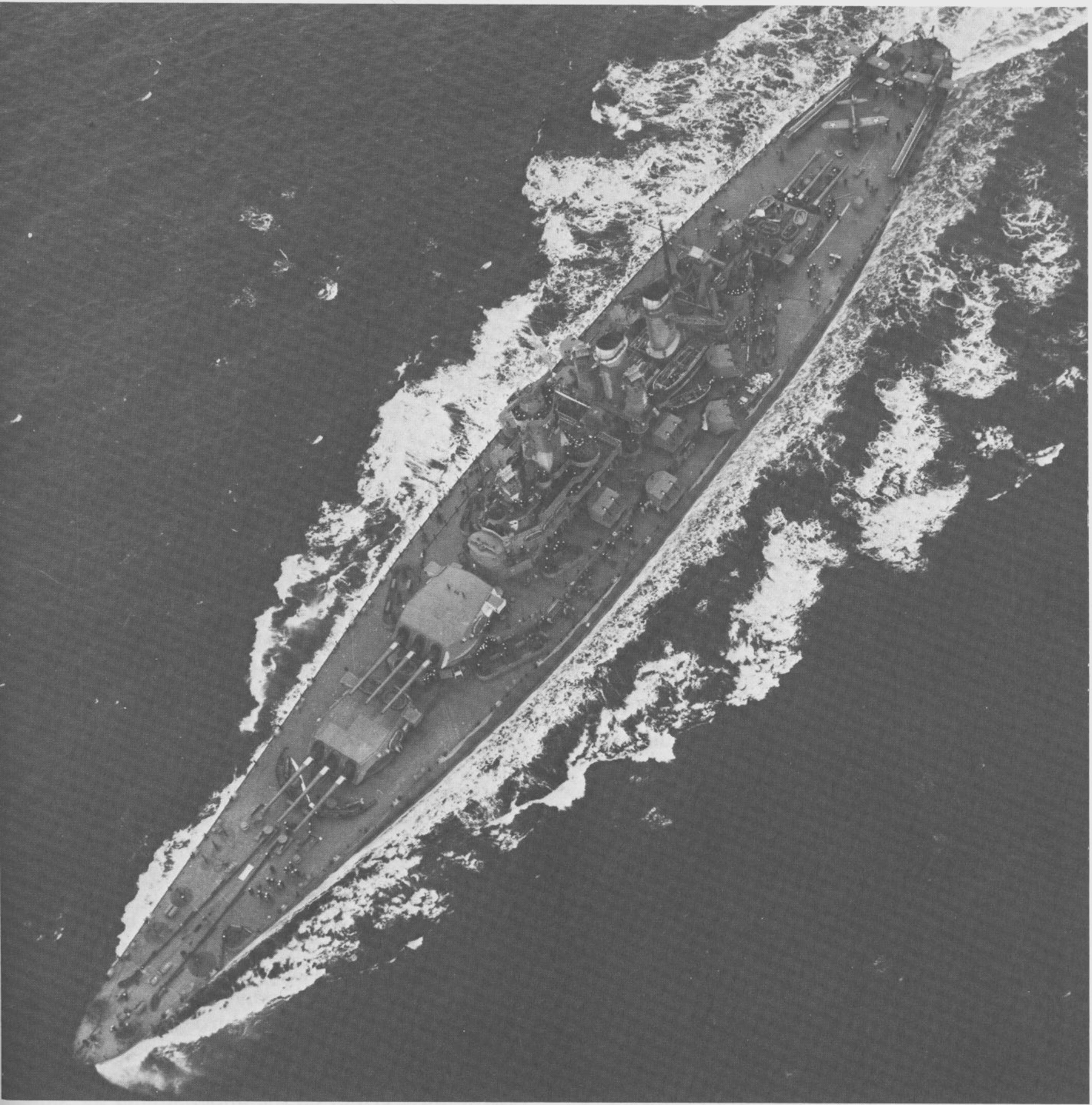
O North Carolina em 17 de abril de 1942

O North Carolina foi enviado para participar da Campanha de Guadalcanal como parte da Força Tarefa 16, que também incluía o porta-aviões USS Enterprise, o cruzador pesado USS Portland, o cruzador rápido USS Atlanta e seis contratorpedeiros. Essa unidade fazia parte da Força Tarefa 61, comandada pelo vice-almirante Frank Fletcher, recebendo ordens para dar cobertura aos desembarques da 1ª Divisão de Fuzileiros em Guadalcanal que tinham a intenção de capturar o campo de pouso que estava sendo construído pelos japoneses. A Força Tarefa 61 também tinha os porta-aviões Wasp e USS Saratoga. O North Carolina deu cobertura para o Enterprise no primeiro dia da invasão de Guadalcanal e Tulagi em 7 de agosto, permanecendo depois disso na companhia do porta-aviões para protegê-lo de ataques aéreos japoneses. Os desembarques iniciais enfrentaram pouca resistência, porém uma esquadra de cruzadores japoneses atacou a frota de invasão na noite do dia 9, infligindo uma grande derrota aos Aliados na Batalha da Ilha Savo. A Marinha dos Estados Unidos considerou formar uma força de combate de superfície para enfrentar os cruzadores japoneses que seria centrada ao redor do North Carolina e também teria cinco cruzadores pesados, um cruzador rápido e quatro contratorpedeiros, mas foi determinado que a necessidade de proteger os porta-aviões era muito maior para abrir mão dessas unidades.
A embarcação participou da Batalha das Salomão Orientais entre 24 e 25 de agosto. As forças norte-americanas detectaram um grupo de porta-aviões japoneses do dia 24 e imediatamente lançaram ataques do Saratoga, afundando o porta-aviões rápido Ryūjō. Os japoneses contra-atacaram, com o North Carolina usando seu radar de varredura aérea para ser o primeiro a detectar as aeronaves inimigas às 16h00min. Os japoneses inicialmente se concentraram no Enterprise e o couraçado contribuiu com sua bateria antiaérea para a defesa. O porta-aviões aumentou sua velocidade para trinta nós (56 quilômetros por hora), fazendo o North Carolina ficar para trás até aproximadamente 3,7 quilômetros. Um grupo de sete bombardeiros de mergulho Aichi D3A atacaram o navio às 16h43min, mas todos erraram o alvo. O North Carolina conseguiu sair da batalha ileso, porém um tripulante foi morto depois de ser metralhado por uma aeronave. O Enterprise foi atingido por três bombas, mas aeronaves do Saratoga conseguiram danificar o porta-hidroaviões Chitose.
Os artilheiros antiaéreos do North Carolina reivindicaram entre sete e catorze aeronaves abatidas, mas a avaliação de sua eficiência não é tão boa. O historiador Richard B. Frank comentou que os japoneses perderam no total dezoito D3A e creditou os caças Grumman F4F Wildcat do Enterprise por metade desses abates, com o resto derrubados pelos navios "com a maior parte para os artilheiros a bordo do Enterprise". O analista Norman Friedman destacou a eficácia dos canhões de 152 milímetros do North Carolina e Enterprise, mas comentou que o couraçado teve dificuldades para rastrear alvos com seu radar de controle de disparo devido a uma combinação de manobras rápidas para evitar ataques, vibração excessiva por navegar em alta velocidade e o número de aeronaves amigas e inimigas no ar. Observadores contemporâneos tiveram uma visão otimista da performance do navio; o capitão George H. Fort, seu oficial comandante, o creditou com de cinco a dez aeronaves abatidas, enquanto o almirante Chester W. Nimitz, o Comandante da Frota do Pacífico dos Estados Unidos, salientou que os canhões de 152 milímetros foram particularmente eficientes em dissuadir ataques inimigos.

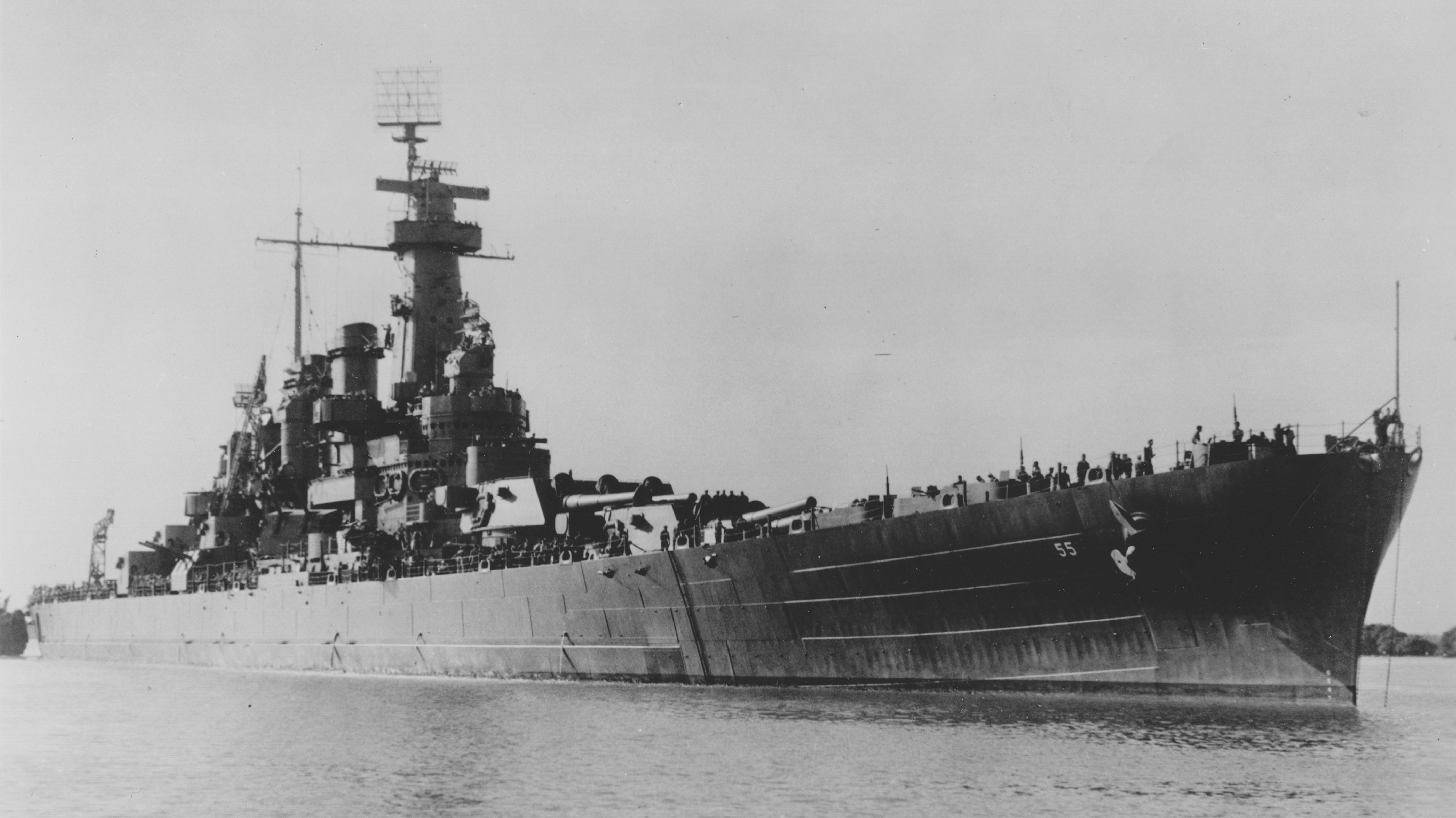
O North Carolina em Pearl Harbor em 16 de novembro de 1942 após reparos

O Enterprise recusou para passar por reparos e o North Carolina foi transferido para a Força Tarefa 17 junto com o Atlanta e dois contratorpedeiros a fim de dar cobertura ao Saratoga. Os navios operaram próximos de Guadalcanal pelas semanas seguintes, durante o qual submarinos japoneses tentaram torpedear o couraçado. A primeira foi em 6 de setembro e o torpedo passou 270 metros a bombordo, porém foi acertado na segunda no dia 15. O submarino I-19 disparou seis torpedos contra o Wasp na Força Tarefa 18, dois ou três acertando. O restante dos torpedos continuaram navegando até a Força Tarefa 17, cinco milhas náuticas (9,3 quilômetros) de distância. Um acertou o contratorpedeiro USS O'Brien e outro o North Carolina. Este acertou o navio seis metros abaixo da linha d'água à bombordo e abriu um buraco de 9,8 por 5,5 metros. Cinco tripulantes foram mortos no ataque, mas os danos em si não foram sérios além da onda de choque da detonação que desabilitou a primeira torre de artilharia principal. Inundações fizeram o North Carolina adernar 5,5 graus para bombordo, porém isto foi rapidamente equilibrado por contra-inundações a estibordo. O navio conseguiu continuar na escolta do Saratoga e a navegar a uma velocidade de 25 nós (46 quilômetros por hora). O Wasp sofreu danos seríssimos e foi deliberadamente afundado horas depois, enquanto o O'Brien afundou um mês depois quando seu casco finalmente cedeu por causa dos danos. O North Carolina foi tirado da área e destacado para Pearl Harbor a fim de passar por reparos, que duraram de 30 de setembro a 17 de novembro.
O navio voltou para o Pacífico e rapidamente retomou seus deveres de escolta do Saratoga e Enterprise, este também já tendo seus reparos finalizados. A frota norte-americana nessa altura tinha se reforçada pelo couraçado USS Washington, irmão do North Carolina, que servia de capitânia do contra-almirante Willis Lee. As duas embarcações foram agrupadas como a Força Tarefa 64 sob o comando de Lee. Eles deram cobertura para comboios transportando soldados e suprimentos para as Ilhas Salomão pelo restante de 1942 e início de 1943 enquanto a Campanha de Guadalcanal chegava ao fim. Estas operações incluíram a cobertura de um grupo de sete transportes transportando elementos da 25ª Divisão de Infantaria para Guadalcanal de 1º a 4 de janeiro de 1943. Mais uma dessas operações ocorreu no final do mês, desta vez contando com o reforço do couraçado USS Indiana, com os navios estando muito distantes para poderem auxiliar os cruzares norte-americanos durante a Batalha da Ilha Rennell.
O North Carolina voltou para Pearl Harbor em março a fim de passar por uma reforma que durou um mês e incluiu a instalação de radares e aprimoramentos em seu equipamento de controle de disparo. Voltou para o Pacífico e juntou-se ao grupo de couraçados da Força Tarefa 36, agora sob o comando do contra-almirante Glenn B. Davis e que também tinha o Indiana e o USS Massachusetts. Os grupos de couraçados e porta-aviões deram cobertura para forças anfíbias durante a Operação Roda de Carroça no final de junho e início de julho, uma campanha para isolar o reduto japonês em Rabaul. As embarcações não participaram de combate, pois a luta limitou-se às unidades mais rápidas de ambos os lados. Em setembro, o North Carolina fez mais uma parada para reformas em Pearl Harbor em preparação para a próxima campanha nas Ilhas Gilbert.

### Ilhas Gilbert e Marshall

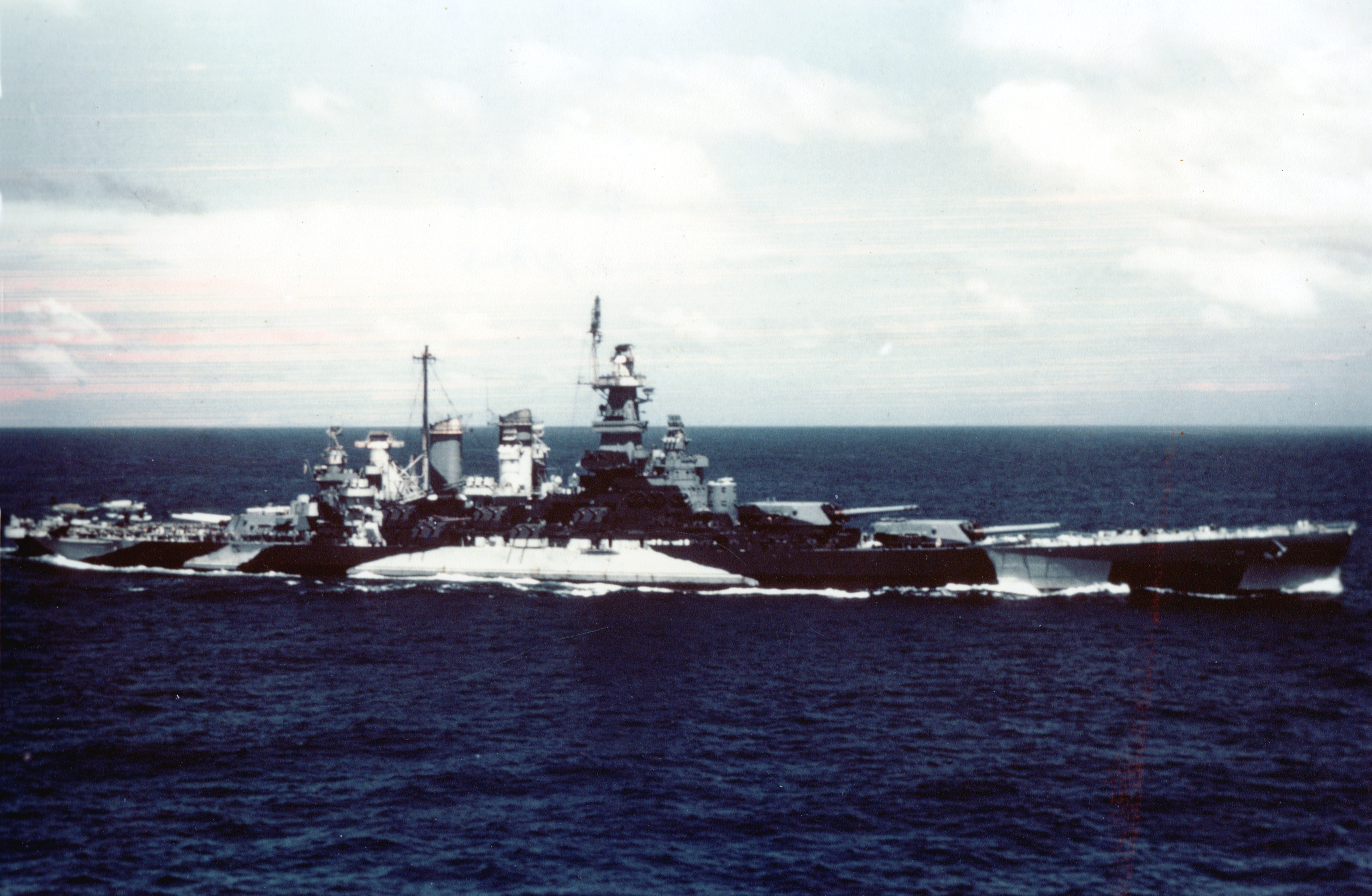
O North Carolina em novembro de 1943

A frota foi reorganizada na Força Tarefa 50 e subdividida em vários Grupos de Tarefa. O North Carolina partiu em novembro de 1943, mais uma vez com o Enterprise, como parte do Grupo de Tarefas 50.2 em apoio à Campanha nas Ilhas Gilbert e Marshall, que tinha começado com ataques contra as ilhas de Makin, Taraua e Abemama. O grupo também tinha o Indiana, Massachussetts, dois porta-aviões rápidos e seis contratorpedeiros. O North Carolina deu cobertura aos porta-aviões enquanto estes realizavam ataques aéreos a partir de 19 de novembro. O couraçado foi destacado em 8 de dezembro para formar o Grupo de Tarefas 50.8 sob o comando de Lee junto com os outros couraçados da frota – Washington, South Dakota, Indiana e Massachusetts. As embarcações bombardearam a ilha de Nauru enquanto o resto da frota se preparava para a próxima operação da campanha nas Ilhas Marshall. O North Carolina escoltou o porta-aviões USS Bunker Hill no final do mês durante uma série de ataques contra Kavieng na ilha da Nova Irlanda.
A Força Tarefa 58, também chamada de Força Tarefa de Porta-Aviões Rápidos, foi criada em 6 de janeiro de 1944 e colocada sob o comando do contra-almirante Marc Mitscher. O North Carolina continuou em seu papel de escolta de porta-aviões como parte do Grupo de Tarefas 58.2. A embarcação inicialmente permaneceu com os porta-aviões durante os bombardeios pré-invasão da Batalha de Kwajalein em 31 de janeiro, mas foi depois destacado para se aproximar da ação e juntar-se ao grupo de bombardeio contra a ilha de Roi-Namur, que também tinha o Washington, Indiana e Massachusetts. Ele afundou um navio cargueiro atracado no porto no decorrer do ataque. As ilhas foram conquistadas depois de quatro dias de batalha e a Força Tarefa 58 seguiu em direção de Truk, que até então tinha sido a principal base naval japonesa no Pacífico Central. Nesse altura o couraçado tinha sido transferido para o Grupo de Tarefas 58.3. O ataque teve o codinome Operação Granizo e infligiu danos sérios ao inimigo, afundando ou destruindo 39 navios, destruindo 211 aeronaves e danificando outros 104 aviões.
A Força Tarefa 58 embarcou em uma série de ataques pelo Pacífico Central em preparação para a próxima campanha nas Ilhas Marianas. A frota partiu no final de março de Majuro, sua nova base nas Ilhas Marshall, a fim de atacar Palau e Woleai, com a ação ocorrendo em 31 de março e 1º de abril. O North Carolina abateu uma aeronave durante essas operações. A frota então deu apoio aos desembarques do Exército dos Estados Unidos em Hollandia na Campanha da Nova Guiné de 13 a 24 de abril. Outro ataque contra Truk ocorreu em 29 e 30 de abril, com o North Carolina abatendo mais uma aeronave inimiga. Dois de seus hidroaviões Kingfisher foram usados para resgatar um piloto cujo avião tinha caído em um recife; o primeiro hidroavião emborcou ao amerrissar e o segundo não conseguiu decolar com o peso adicional da tripulação do primeiro hidroavião e do piloto abatido, assim os homens acabaram sendo resgatados pelo submarino USS Tang. O North Carolina e seis outros couraçados foram organizados no Grupo de Tarefas 58.7 e em 1º de maio bombardearam Pohnpei, destruindo baterias de artilharia japonesas e armas antiaéreas, além de danificarem o campo de pouso da ilha. A Força Tarefa 58 retornou para suas bases em Majuro e Enewetak em 4 de maio, com o North Carolina seguindo pouco depois para Pearl Harbor a fim de passar por reparos em seu leme.

### Ilhas Marianas e Palau

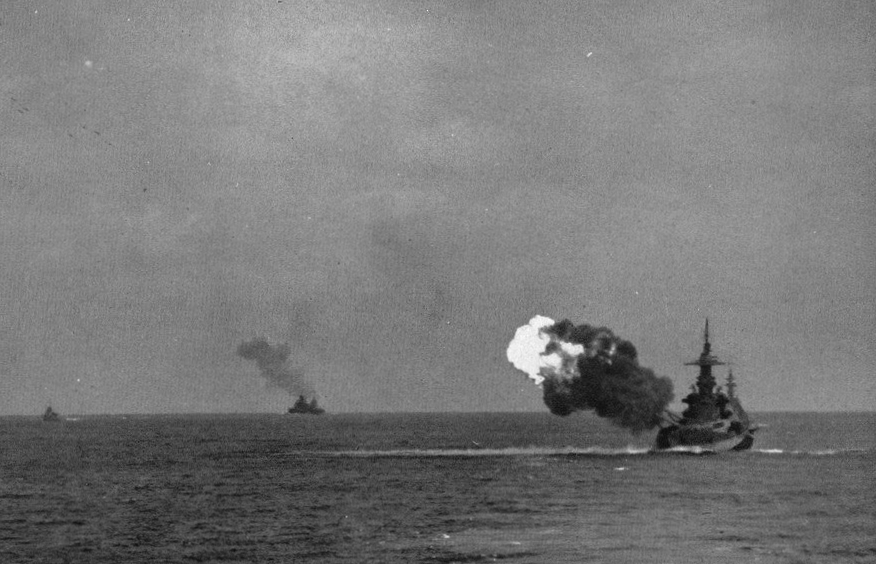
O North Carolina em 1944

O North Carolina voltou para Majuro enquanto a frota estava se preparando para atacar as Ilhas Marianas. Ao chegar foi colocado no Grupo de Tarefas 58.7, que foi distribuído entre quatro grupos de tarefas de porta-aviões. A Força Tarefa 58 partiu em 6 de junho para lançar o primeiro ataque da campanha contra a ilha de Saipã. O North Carolina, além de escoltar os porta-aviõs, bombardeou a ilha a fim de dar cobertura aos draga-minas enquanto estes liberavam um caminho até a praia. O couraçado bombardeou o Porto de Tanapag, afundou várias embarcações menores e destruiu vários depósitos de suprimentos. Fuzileiros desembarcaram em 15 de junho e os japoneses lançaram um contra-ataque, porém apenas duas aeronaves inimigas sobreviveram à patrulha de combate aéreo dos porta-aviões; desses dois, o North Carolina abateu um. Os desembarques penetraram no perímetro de defesa interno do Japão e fez a Marinha Imperial Japonesa lançar um grande contra-ataque com a 1ª Frota Móvel, sua primeira força de porta-aviões.
A Força Tarefa 58 navegou em 18 de junho a fim de se encontrar com a frota japonesa, resultando na Batalha do Mar das Filipinas entre os dias 19 e 20. O North Carolina e os outros couraçados, mais quatro cruzadores e treze contratorpedeiros, foram colocados a quinze milhas náuticas (28 quilômetros) ao oeste dos porta-aviões para proteger a provável rota de aproximação. Os japoneses lançaram suas aeronaves primeiro, com o North Carolina e o Washington sendo os primeiros couraçados a abrirem fogo contra os aviões inimigos. A batalha foi travada entre os porta-aviões de ambos os lados, com os norte-americanos infligindo enormes perdas aos japoneses, destruindo centenas de aeronaves e afundando três porta-aviões. O North Carolina abateu duas aeronaves inimigas. O navio permaneceu na área das Ilhas Marianas pelas duas semanas seguintes até ser destacado para manutenção e reparos no Estaleiro Naval de Puget Sound.

### Operações posteriores

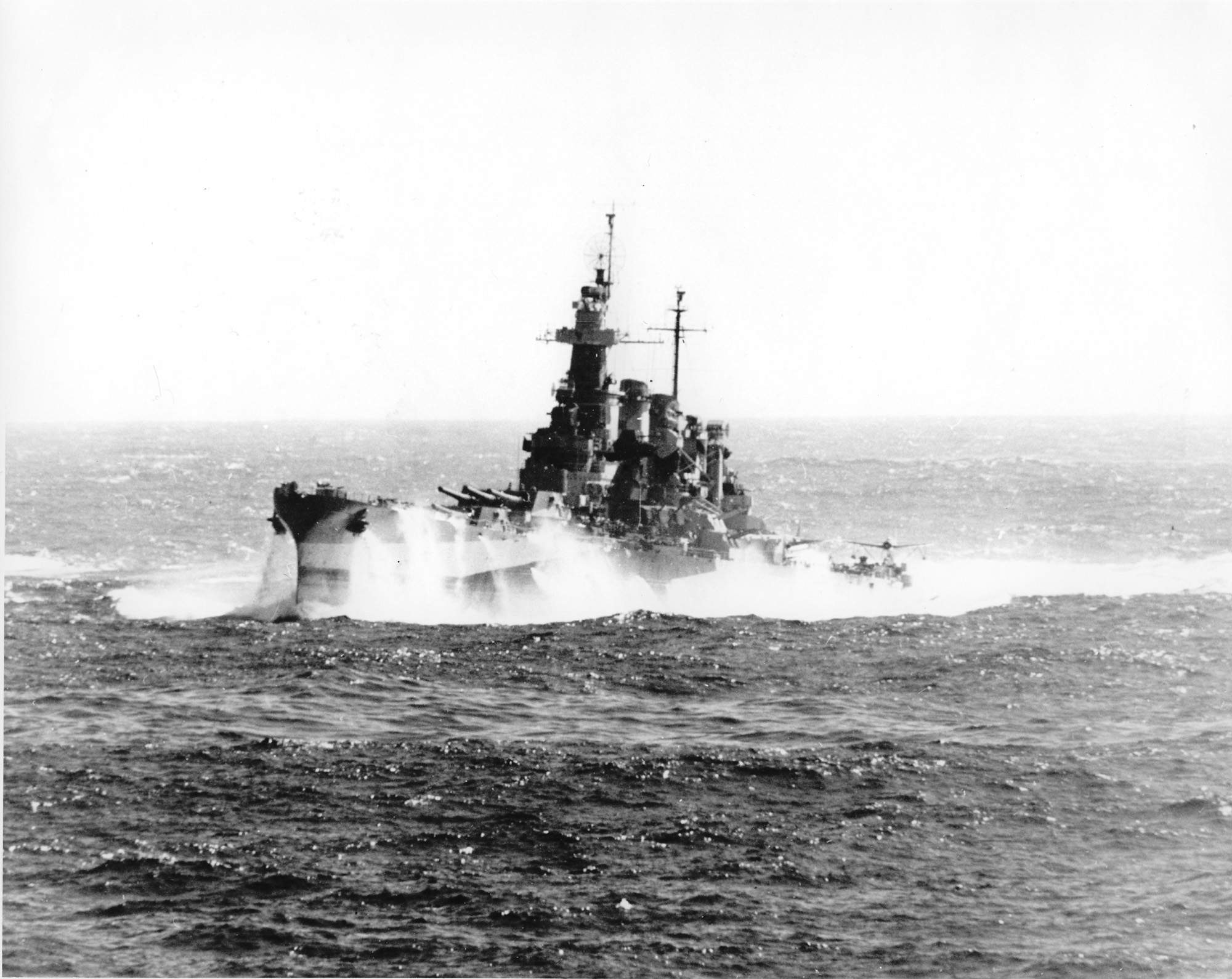
O North Carolina enfrentando o Tufão Cobra em 18 de dezembro de 1944

Seus reparos duraram até outubro, o que impediu que o North Carolina participasse de boa parte da Campanha das Filipinas, voltando para a frota na nova base de Ulithi em 7 de novembro. Juntou-se ao Grupo de Tarefas 38.3, a mesma Força Tarefa de Porta-Aviões Rápidos mas que tinha sido transferida da Quinta Frota para a Terceira Frota, ficando sob o comando do almirante William Halsey. Os porta-aviões embarcaram em uma série de ataques contra posições japonesas em Leyte, Luzon e Visayas em apoio a operações terrestres pelo exército. O North Carolina abateu um kamikaze durante essas operações. As ações continuaram até meados de dezembro e se intensificaram durante a invasão de Mindoro em 15 de dezembro. A frota recuou para abastecer e três dias depois ela foi pega pelo Tufão Cobra. O couraçado não foi ficou seriamente danificado, mas três contratorpedeiros afundaram.
A força tarefa retornou para Ulithi e começou em janeiro de 1945 ataques contra Formosa, Indochina Francesa, China ocupada e Ilhas Ryūkyū. O North Carolina permaneceu no Grupo de Tarefas 38.3, com os porta-aviões atacando o norte de Formosa entre 3 e 4 de janeiro, porém o clima ruim atrapalhou as operações de voo. Mais ataques contra Luzon ocorreram nos dias 6 e 7 com o objetivo de destruir reservas kamikazes. Eles entraram no Mar da China Meridional em 10 de janeiro a fim de atacar alvos na Indochina porque acreditava-se que havia uma presença naval japonesa significativa na região, mas na verdade apenas navios mercantes e um número pequeno de navios de guerra menores foram encontrados e afundados. Outros elementos da frota invadiram o Golfo de Lingayen em Luzon durante esse período.
O couraçado escoltou os porta-aviões em fevereiro para ataques na ilha de Honshū que tinham o objetivo de atrapalhar forças aéreas japonesas que poderiam interferir com a planejada invasão de Iwo Jima. A Quinta Frota reassumiu o comando da Força Tarefa de Porta-Aviões Rápidos e o North Carolina passou ao Grupo de Tarefas 58.4. A frota deixou Ulithi em 10 de fevereiro e realizou treinamentos em Tiniã dois dias depois, reabastecendo em 14 de fevereiro e seguindo para lançar ataques na área de Tóquio dois dias depois. As ações continuaram até 17 de fevereiro, com a frota recuando para reabastecer. As embarcações foram então enviadas para atacar outras ilhas na região para isolarem Iwo Jima ainda mais. O North Carolina, Washington e o cruzador pesado USS Indianapolis foram destacados durante o bombardeio preparatório para o ataque a fim de reforçarem a Força Tarefa 54, a principal força de invasão; eles permaneceram em posição durante o desembarque os fuzileiros e proporcionaram cobertura enquanto estes lutavam para avançar na ilha em 22 de fevereiro. Os grupos de porta-aviões se reuniram e reabasteceram no dia seguinte, partindo no dia 24 para mais ataques contra o arquipélago japonês.

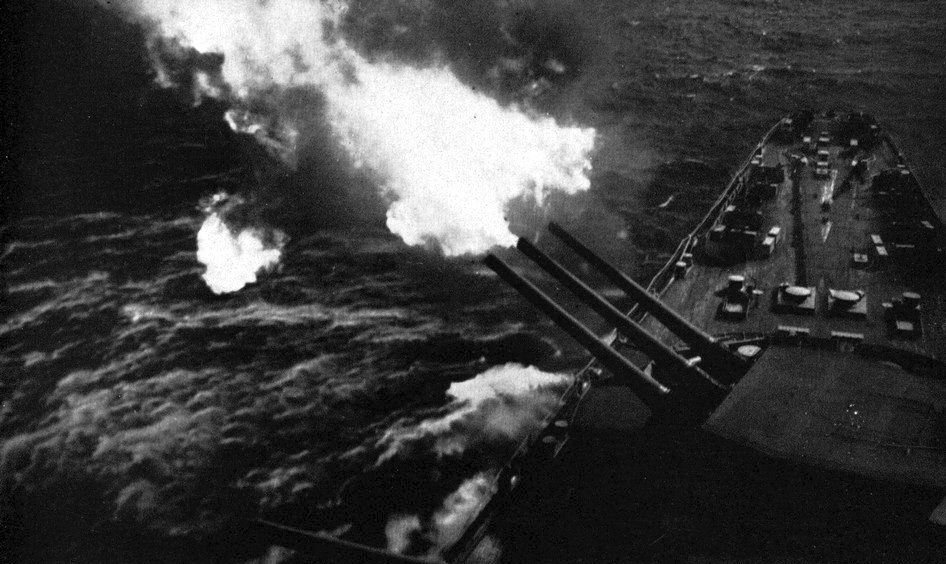
O North Carolina disparando seus canhões durante o bombardeio de Okinawa

A frota retomou seus contra o arquipélago japonês depois de deixarem Iwo Jima em preparação para o próximo ataque anfíbio contra Okinawa. Os primeiros ocorreram em 25 e 26 de fevereiro na área de Tóquio, seguido por outro ataque contra Iwo Jima no dia seguinte. Os navios reabasteceram em 28 de fevereiro e em 1º de março atacaram Okinawa, retornando para Ulithi em 4 de março. A frota foi reorganizada e o North Carolina foi transferido para o Grupo de Tarefas 58.3. A frota partiu em 14 de março para mais ataques, reabastecendo no caminho dois dias depois e então lançando ataques contra alvos em Kyūshū no dia 18. Os ataques continuaram até o dia seguinte, infligindo grandes danos à instalações japonesas e afundando ou danificando vários navios de guerra. Os grupos de tarefa recuaram para reabastecerem e se reorganizarem em 22 de março, pois vários dos porta-aviões tinham sido danificados por ataques aéreos e kamikazes. Os porta-aviões USS Franklin e USS Wasp foram seriamente danificados por bombas, com o North Carolina sendo designado para o grupo que deveria escoltá-los de volta para Ulithi a fim de passarem por reparos.
Os ataques aéreos contra o arquipélago japonês e Ilhas Ryūkyū continuaram depois da invasão de Okinawa em 1º de abril. O North Carolina foi colocado no Grupo de Tarefas 58.2 assim que voltou para a frota. Cinco dias depois ele abateu três kamikazes. Outro navio acabou acertando um projétil de 127 milímetros no couraçado em um incidente de fogo amigo durante a feroz barragem antiaérea, matando três tripulantes e ferindo outros 44. Os japoneses lançaram um grande contra-ataque aeronaval suicida no dia 7 centrado no couraçado Yamato, porém esta ação foi derrotada principalmente por ataques aéreos, mas mesmo assim o North Carolina abateu um bombardeiro de mergulho japonês. Outro ataque kamikaze ocorreu em 11 de abril. O navio abateu mais dois aviões no dia 17, enquanto dois dias depois foi enviado para dar suporte a ataques terrestres em Okinawa, partindo logo em seguida para mais um período de manutenção em Pearl Harbor.

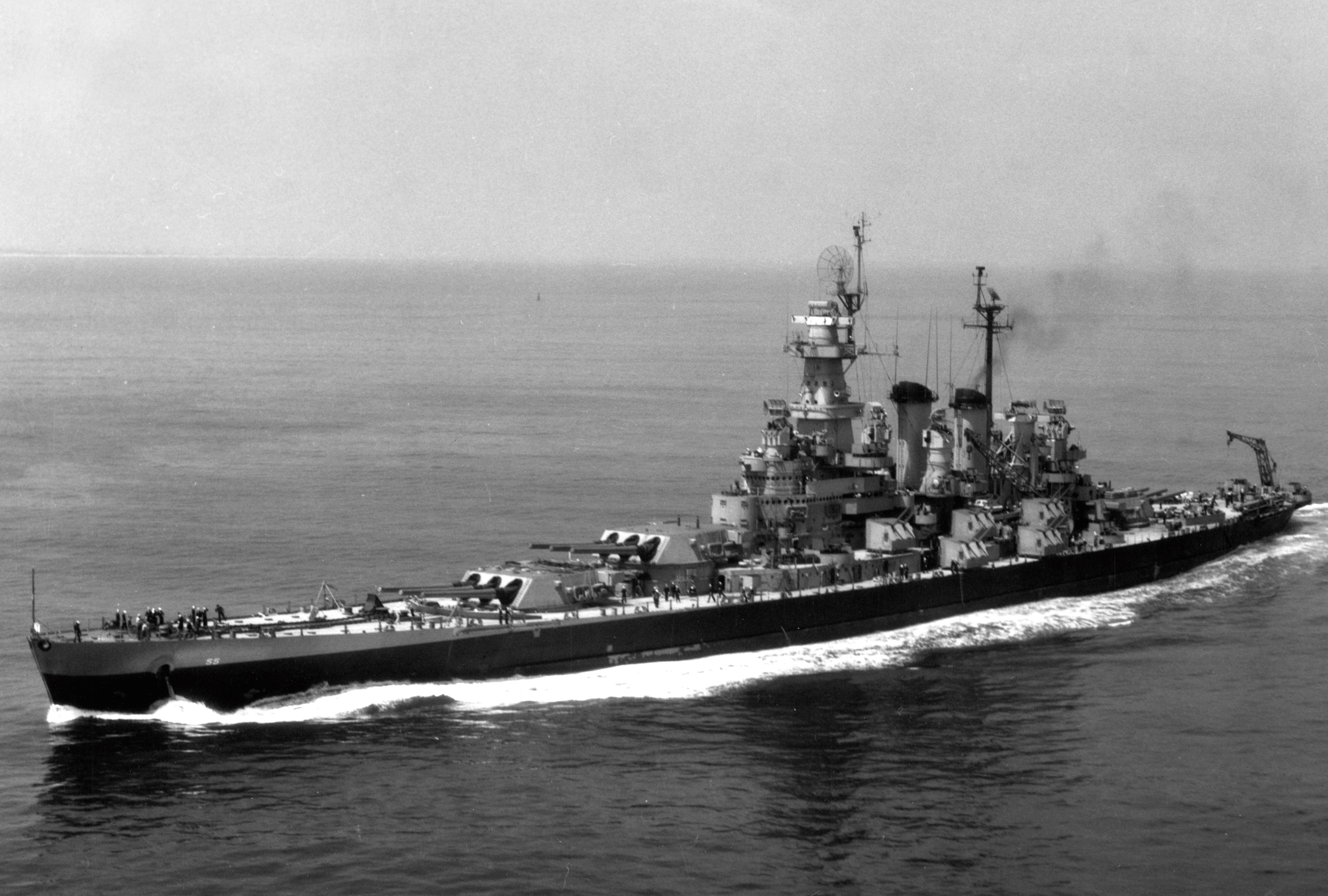
O North Carolina em 3 de junho de 1946

O North Carolina retornou para a frota no final de junho no Golfo de Leyte e logo embarcou em outra série de ataques contra o Japão em 1º de julho. Nessa altura a Força Tarefa de Porta-Aviões Rápidos tinha retornado para o comando da Terceira Frota e assim o couraçado foi designado para o Grupo de Tarefas 38.3. Os ataques aéreos começaram em 10 de julho, com mais de mil aeronaves acertando alvos ao redor de Tóquio. As ações continuaram por mais uma semana até um tufão se aproximar e forçar o recuo em 19 de julho a fim de evitá-lo. Durante essas operações, um dos Kingfisher do North Carolina resgatou um piloto abatido na Baía de Tóquio sob fogo pesado. O Japão se rendeu em 15 de agosto e o couraçado contribuiu com seus tripulantes para a força de ocupação inicial, entrando na Baía de Sagami em 27 de agosto. Ele patrulhou o litoral até 5 de setembro, quando seguiu para a Baía de Tóquio embarcar seus homens. No dia seguinte foi designado para a Força Tarefa 11 junto com os três couraçados da Classe New Mexico, dois cruzadores rápidos e uma esquadra de contratorpedeiros para retornarem aos Estados Unidos. Eles foram para o sul até Okinawa a fim de embarcarem mais homens como parte da Operação Tapete Mágico. Durante a Segunda Guerra Mundial, o North Carolina teve no total dez tripulantes mortos e 67 feridos, sendo condecorado com doze estrelas de batalha por seu serviço.
A embarcação atravessou o Canal do Panamá em 8 de outubro e chegou em Boston, na Filadélfia, no dia 17. Passou por uma grande reforma e manutenção no Estaleiro Naval de Nova Iorque e em seguida realizou operações de treinamento pela Costa Leste, incluindo um cruzeiro de treinamento pelo Mar do Caribe em meados de 1946 para aspirantes da Academia Naval dos Estados Unidos. Foi o único couraçado de tratado norte-americano a ter algum serviço significativo após o fim da guerra.

### Descomissionamento

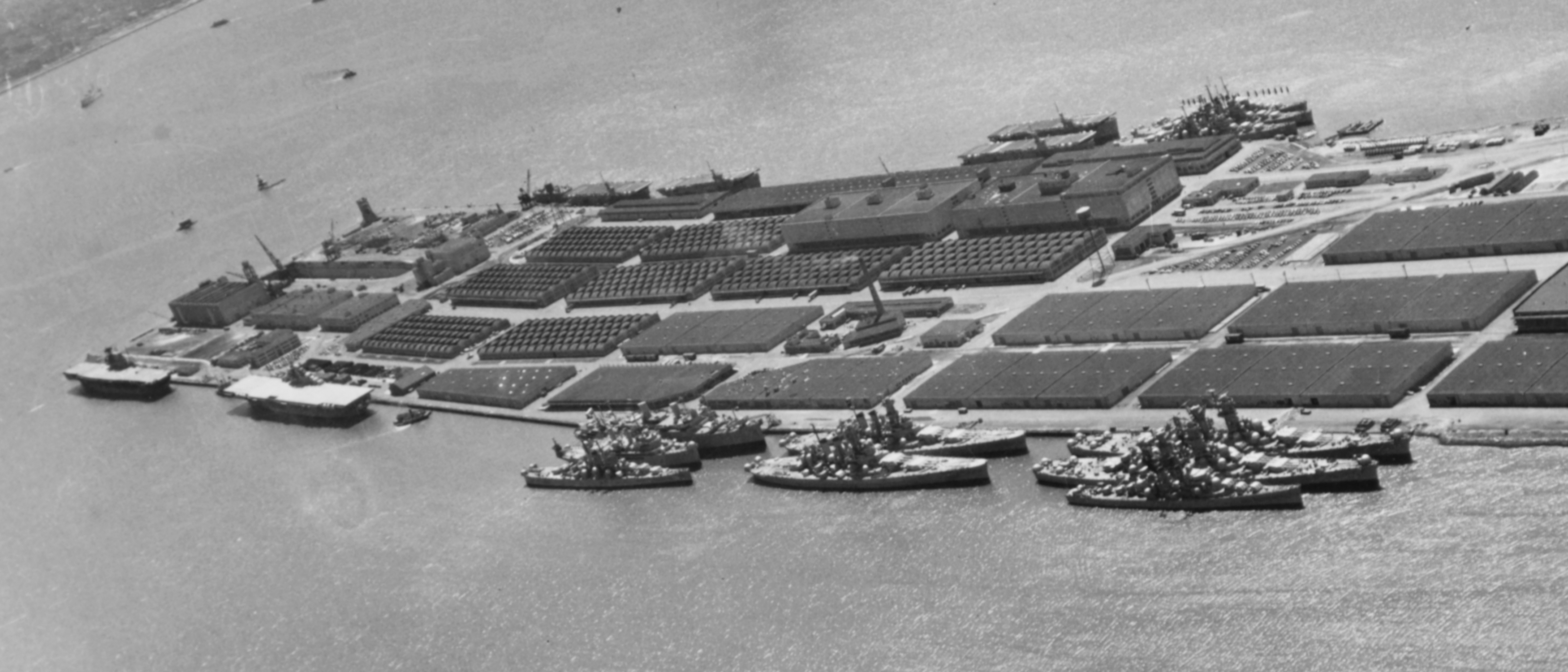
Navios da reserva dos Estados Unidos em Bayonne em 15 de abril de 1953; o North Carolina está no meio ao lado do Washington

O North Carolina foi descomissionado em 27 de junho de 1947 em Nova Iorque e colocado na reserva. A marinha considerou vários planos para modernizá-lo ou convertê-lo para outros propósitos. Os primeiros estudos de 1954 envolviam melhorar sua velocidade máxima para 31 nós, o que necessitaria de uma significativa redução de deslocamento e um sistema de propulsão muito mais poderoso. A questão do deslocamento poderia ser resolvida pela remoção de sua terceira torre de artilharia principal, porém não havia espaço suficiente no casco para instalar os maquinários necessários para alcançar a velocidade desejada. Também foi avaliada uma proposta para converter o North Carolina em um porta-helicópteros; este plano envolveria a remoção de todas as suas armas principais e secundárias com exceção da primeira torre de artilharia a fim de manter o equilíbrio do navio, em troca de um convés de voo e instalações para 28 helicópteros e uma bateria de dezesseis canhões de 76 milímetros. Entretanto, foi decidido que um navio construído desde o princípio para a finalidade de porta-helicóptero seria mais barato, assim a ideia foi abandonada.
O couraçado permaneceu no inventário da Marinha dos Estados Unidos até ser removido do registro naval em 1º de junho de 1960, estando programado para ser em seguida vendido como sucata para desmontagem. James Craig, um cidadão da Carolina do Norte, criou uma campanha para salvar a embarcação e transformá-la em um navio-museu, seguindo os mesmo moldes que tinham sido bem-sucedidos para a preservação do antigo couraçado USS Texas. Craig convenceu o governador Luther H. Hodges a pedir para que a marinha adiasse vender o North Carolina para desmontagem, liderando então uma campanha para arrecadar os 250 mil dólares necessários para preparar um local para abrigar o couraçado, rebocá-lo até lá e prepará-lo para receber visitantes. Ele teve a ajuda da emissora local WRAL-TV, que transmitiu uma campanha "Salvem Nosso Navio", e vários jornais, conseguindo no final arrecadar mais de 330 mil dólares para o projeto. Em seguida houve considerações para o local a ser usado, com três cidades sendo consideradas: Southport, Morehead City e Wilmington. Esta última foi a escolhida, pois estava mais para o interior e consequentemente melhor protegida de furacões.

### Navio-museu

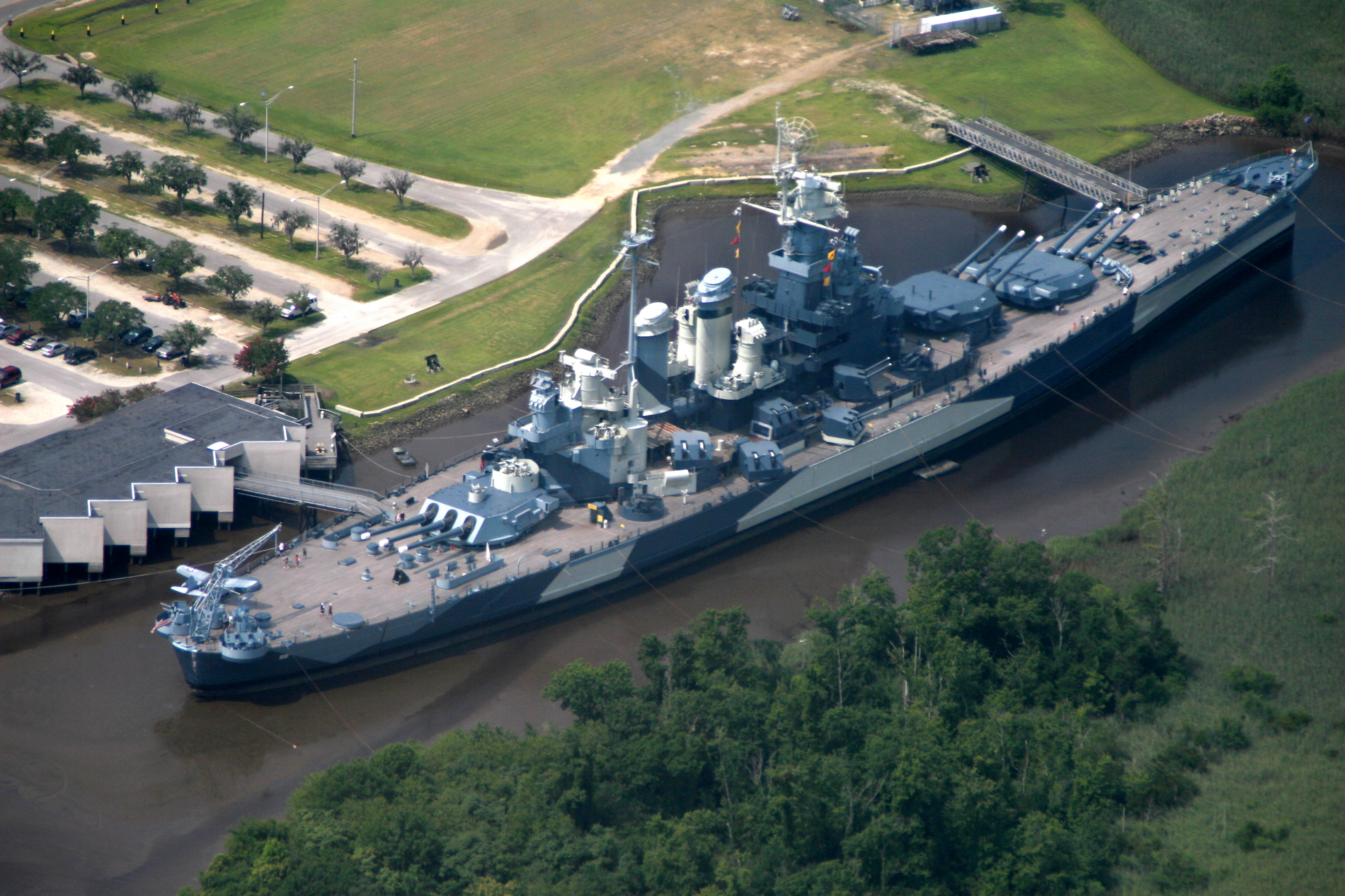
O North Carolina como navio-museu em Wilmington em julho de 2006

O North Carolina foi transferido para a posse do estado da Carolina do Norte em 6 de setembro de 1961. Ele foi rebocado de Bayonne, em Nova Jérsei, para Wilmington por um grupo de nove rebocadores a partir do dia 25 do mesmo mês. Os rebocadores perderam o controle do navio em 2 de outubro no rio Cape Fear e ele colidiu com um restaurante flutuante, porém surpreendentemente houve apenas danos leves. Seu ancoradouro foi finalizado e os reparos necessários realizados, com a embarcação sendo aberta para visitação em 29 de abril de 1962. Um Kingfisher havia caído na Colúmbia Britânica no Canadá durante a guerra, tendo sido resgatado e doado para o museu em 1964. O navio foi declarado um Marco Histórico Nacional em 10 de novembro de 1982; a aplicação para o estatuto destacou que ele estava em excelente condição e ainda em sua configuração da Segunda Guerra Mundial.
Os trabalhos para manter o navio e aprimorar suas instalações são um trabalho constante. Os operadores do museu realizaram em 1998 uma operação para conseguir doações com o objetivo de arrecadar dinheiro suficiente para realizarem reparos, incluindo seu convés de teca, que foi substituído por teca oriunda de Myanmar. Dinheiro desta campanha também foi destinado para o conserto do casco, que no início da década de 2000 já estava significativamente deteriorado; a corrosão já tinha em alguns locais reduzido a espessura das placas do casco dos 15,9 a 19,1 milímetros originais para apenas 3,8 milímetros. Foi considerado levar o North Carolina para uma doca seca a fim de realizar os reparos, porém os custos eram proibitivamente elevados, assim foi decidido usar o mesmo método que havia sido feito com o couraçado USS Alabama: erguer uma ensecadeira ao redor do casco e bombear a água para fora. As placas danificadas do casco foram substituídas e o navio também recebeu uma nova pintura a fim de melhor protegê-lo das intempéries. Uma passarela foi erguida ao redor da embarcação em 2018 com o objetivo de permitir que os visitantes vissem o navio de todos os lados. Os reparos no casco foram finalizados em 2021.

### Citações
1. ↑   Friedman 1985, pp. 244–265
2. 1 2 3 4   Friedman 1980, p. 97
3. 1 2   Friedman 1985, p. 447
4. ↑   Friedman 1985, p. 276
5. ↑   Friedman 1985, pp. 276–277
6. 1 2 3 4 5 6 7 8 9 10 11 12 13 14 15 16 17 18 19 20 21 22   «North Carolina III (BB-55)». Dictionary of American Naval Fighting Ships. Naval History and Heritage Command. Consultado em 16 de fevereiro de 2021
7. ↑   «Joseph Melville Broughton». North Carolina Government & Heritage Library. Consultado em 12 de janeiro de 2023
8. ↑   Rohwer 2005, pp. 160, 172
9. ↑   Frank 1990, p. 173
10. ↑   Rohwer 2005, pp. 183, 185–186
11. ↑   Hornfischer 2011, p. 123
12. ↑   Hornfischer 2011, p. 115
13. ↑   Frank 1990, pp. 174–184
14. ↑   Friedman 2014, pp. 233–234
15. ↑   Rohwer 2005, p. 191
16. ↑   Frank 1990, p. 184
17. ↑   Friedman 2014, pp. 233–245
18. ↑   Hornfischer 2011, p. 118
19. ↑   Frank 1990, pp. 248–250
20. ↑   Rohwer 2005, pp. 194–195
21. ↑   Hornfischer 2011, pp. 133–134
22. ↑   Friedman 1985, p. 277
23. ↑   Frank 1990, p. 503
24. ↑   Hornfischer 2011, p. 383
25. ↑   Rohwer 2005, p. 224
26. ↑   Frank 1990, p. 548
27. ↑   Rohwer 2005, p. 258
28. ↑   Rohwer 2005, pp. 289, 292
29. ↑   Rohwer 2005, pp. 303, 306
30. ↑   Rohwer 2005, pp. 318–319, 321
31. ↑   Rohwer 2005, p. 335
32. ↑   Y'Blood 2012, pp. 68, 79
33. ↑   Rohwer 2005, p. 377
34. ↑   Rohwer 2005, pp. 380, 383
35. ↑   Rohwer 2005, pp. 393–394
36. ↑   Rohwer 2005, p. 393
37. ↑   Rohwer 2005, pp. 399–400
38. ↑   Rohwer 2005, pp. 407–408, 410
39. ↑   Rohwer 2005, pp. 421–422, 428–429, 431
40. ↑   Sneed 2010, p. 85
41. ↑   Friedman 1985, pp. 397–401
42. ↑   Sneed 2010, pp. 84, 87–88
43. ↑   Sneed 2010, p. 90
44. ↑   Markovich, Jeremy (26 de setembro de 2019). «Fergus' Ark vs. USS North Carolina». Our State. Consultado em 16 de janeiro de 2023
45. ↑   Butowsky, Harry A. (maio de 1985). «National Register of Historic Places—Inventory Nomination Form: USS North Carolina (BB-55)». Serviço Nacional de Parques. Departamento do Interior dos Estados Unidos. Consultado em 16 de janeiro de 2023
46. 1 2   Robertson, Ian (18 de dezembro de 2018). «Delve into the past aboard USS North Carolina». Toronto Sun. Consultado em 16 de janeiro de 2023
47. ↑   Hotz, Amy (10 de junho de 2010). «Battleship refurbishment to take place in Wilmington». Star-News. Consultado em 16 de janeiro de 2023. Arquivado do original em 8 de setembro de 2014
48. ↑   Buckland, Tim (24 de abril de 2018). «Battleship walkway finished». Star-News. Consultado em 16 de janeiro de 2022
49. ↑   «Work to repair the Battleship North Carolina's hull is now complete». WECT. 19 de julho de 2021. Consultado em 16 de janeiro de 2023